# Drabina pożarnicza

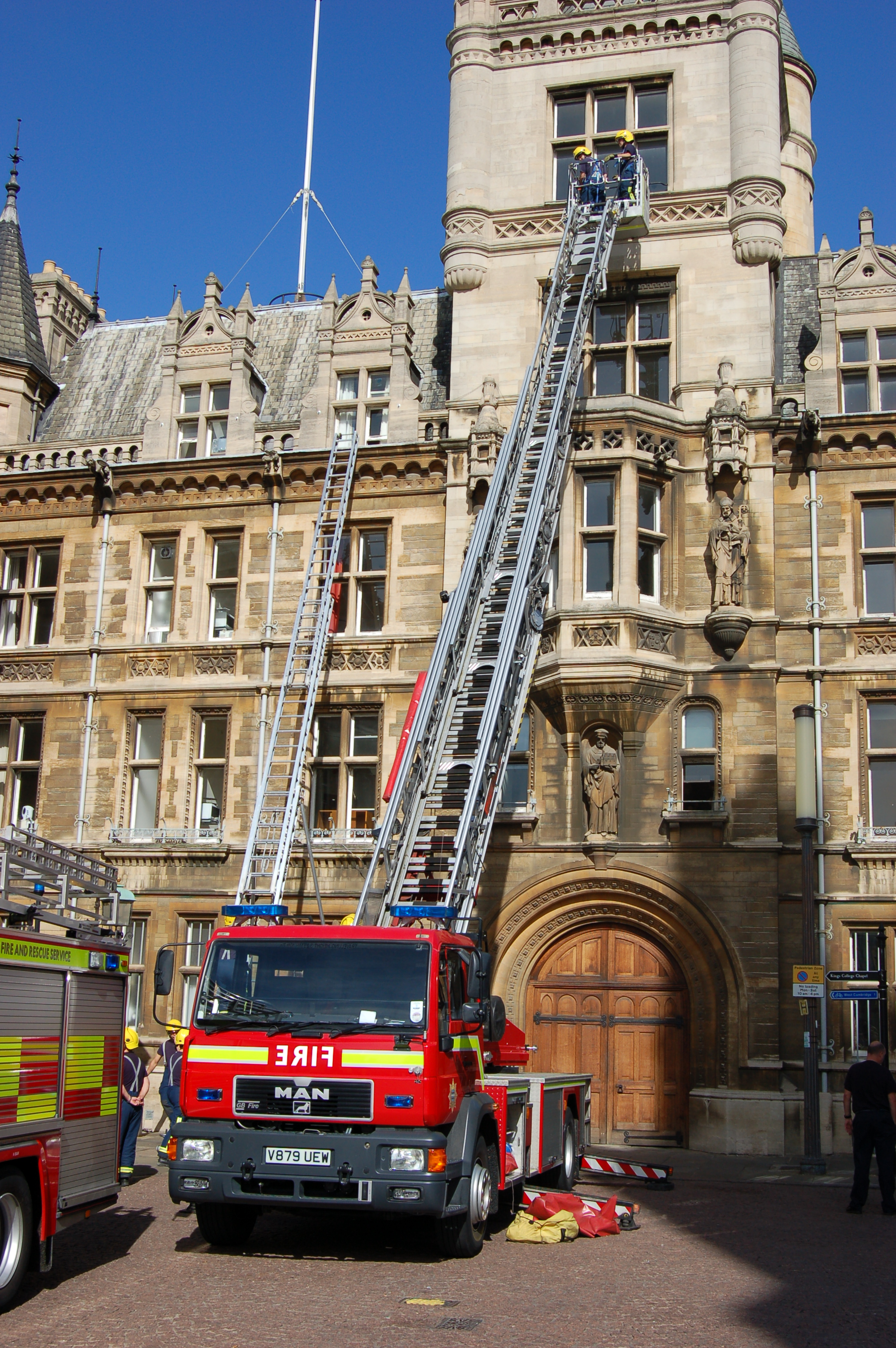
Drabina pożarnicza w użyciu

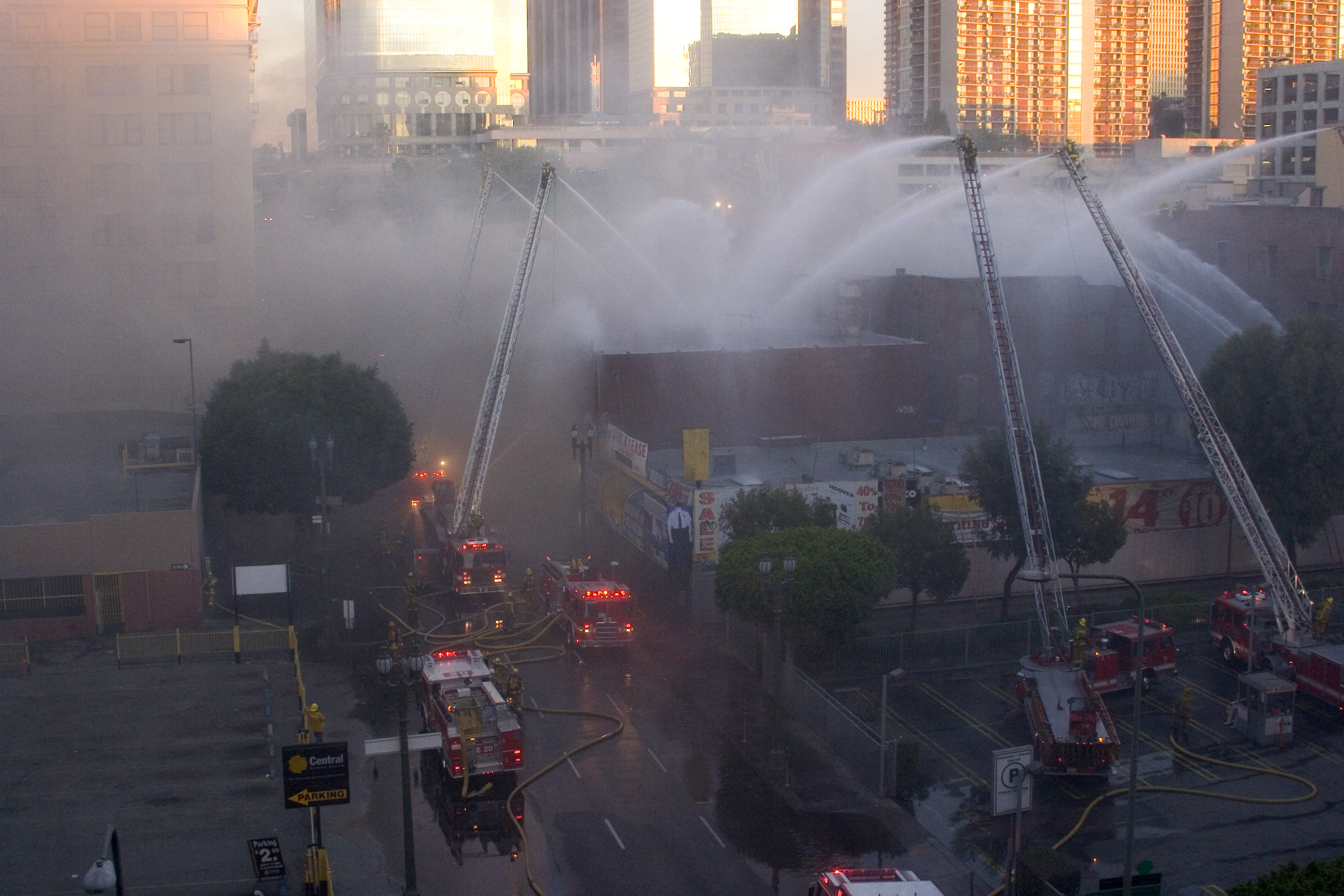
Drabiny podczas akcji gaśniczej

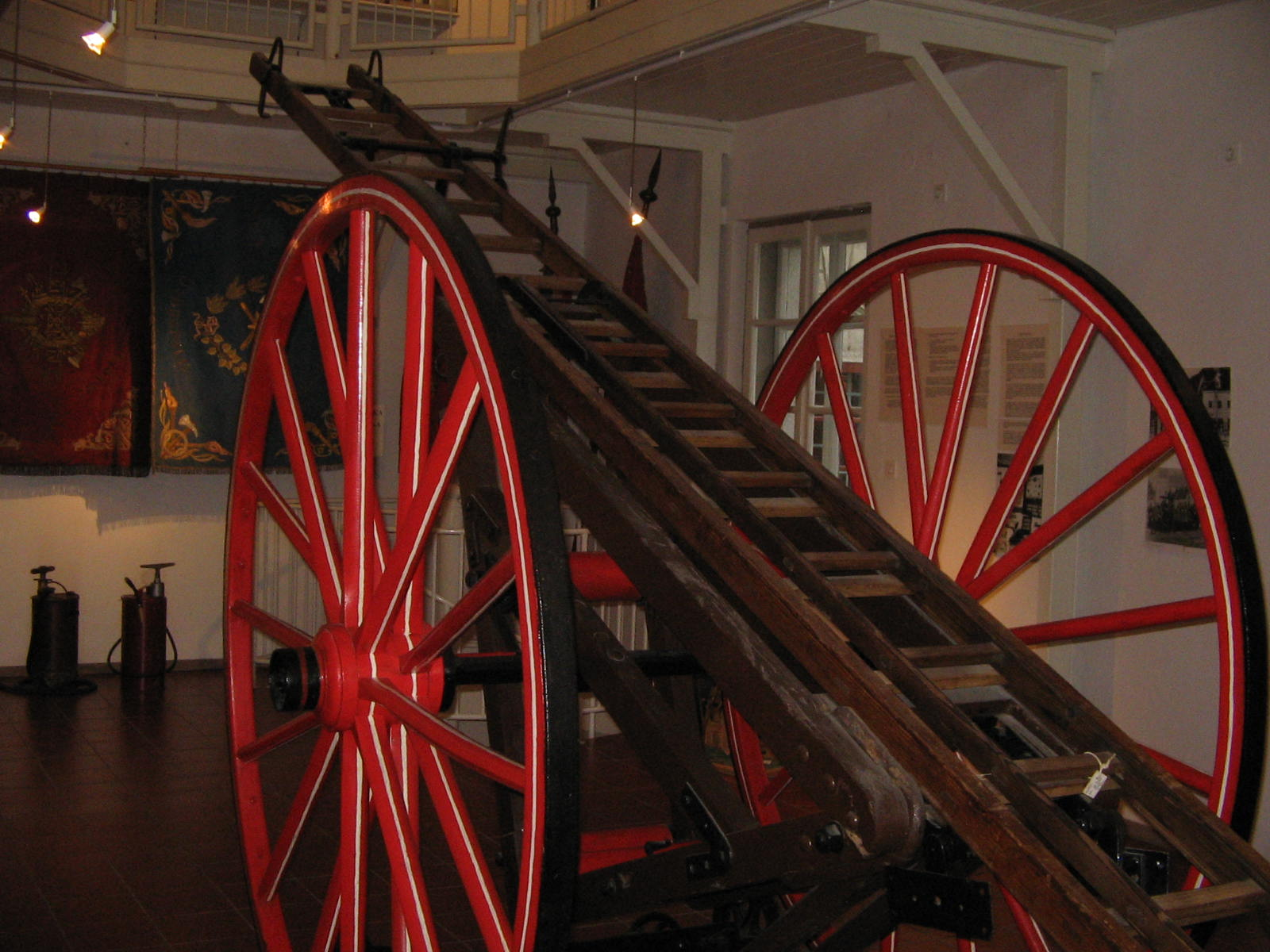
Historyczna drabina pożarnicza na kołach

Drabina pożarnicza – konstrukcja używana przez straż pożarną, ułatwiająca wchodzenie na wysokości. Wykonana z drewna lub metalu. Składa się z dwóch pionowych belek (bocznic) połączonych poziomymi szczeblami (stopniami).
Najwyższą drabiną pożarniczą na świecie jest M68L na podwoziu Magirusa. W Polsce najwyższą drabiną (62 m) dysponuje Zakładowa Straż Pożarna Grupy Azoty Police.
Oprócz drabin pożarniczych do akcji ratunkowych służą również podnośniki hydrauliczne, w tym najwyższy na świecie o zasięgu 112 metrów.
Najwyższym podnośnikiem hydraulicznym w Polsce – i jednocześnie w Europie – dysponuje Zakładowa Straż Pożarna „LOTOS” (Spółka LOTOS Straż). Pozwala on na prowadzenie działań ratowniczo-gaśniczych na wysokości 81 metrów.
Pod względem szybkości działania drabina hydrauliczna przewyższa jednak możliwości pożarniczych podnośników hydraulicznych.

## Zastosowanie
Drabiny pożarnicze to sprzęt pozwalający na:
- przedostawanie się na wyższe kondygnacje i dachy płonących budynków,
- na prowadzenie akcji gaśniczej z góry,
- ratowanie ludzi ze studni, wykopów, zapadlisk,
- wykonanie pomostów pomiędzy balkonami,
- ratowanie ludzi po załamaniu się lodu na rzece, jeziorze, stawie,
- wykorzystanie ich jako doraźny sprzęt ratowniczy (np. D3,1 jako nosze).

## Podział drabin
Ze względu na sposób użycia podział drabin pożarniczych jest następujący:
Przenośne
- zawieszane
  - drabiny sznurowe
  - drabiny hakowe D 4,2
- przystawne
  - dachowa
  - przystawna lekka D 3,8
  - przystawna ciężka D 5
  - przystawna nasadkowa DN 2,7
  - przystawna słupkowa D 3,1
  - przystawna jednoprzęsłowa z drążkami D 5 R
  - dwuprzęsłowa wysuwana D 10 W
  - dwuprzęsłowa zestawiana D 10 Z

Mechaniczne
- SD 18, SD 25, SCD 30, SCD 37, SCDB 25/3

## Oznaczenia drabin
W drabinach przenośnych:
- D – drabina
- N – nasadkowa
- R – rozstawiana
- W – wysuwana
- Z – zestawiana

liczba np. 10 – długość drabiny w metrach (długości podajemy z dokładnością do 0,1 m)
W drabinach mechanicznych:
- S – Samochód pożarniczy specjalny
- D – drabina mechaniczna zabudowana na stałe na pojeździe
- L – lekki (do 3,5 t)
- C – ciężki (pow. 12,5 t)
- A – autopompa (jeśli znak ten pojawia się w oznaczeniu, to po długości podaje się wydajność autopompy w hl/min)
- B – zbiornik wodny (jeśli znak ten pojawia się w oznaczeniu, to po długości podaje się pojemność zbiornika w m³)

Liczba np. 37 – długość drabiny w metrach.